# حاجب العيون (تونس)
حاجب العيون هي مدينة  في ولاية القيروان في الجمهورية التونسية، تقع على بعد 65 كم غرب مدينة القيروان على الطريق الوطنية رقم 3 في اتجاه مدينة سبيطلة، فوق هضبة تنبع من سفحها العيون الجارية والمياه العذبة. ترقيمها البريدي هو 3160.

## أًصل التسمية
تقع المدينة في مرتفع هضبة تحيط بها من الأسفل وخاصة من جهة الشمال عيون مياه طبيعية لذلك سميت بهذا الاسم (حاجب العيون) لأنها تحجب العيون التي تجري من تحتها. كانت تسمى في العهد الروماني «مَسْكِيلْيَانِي»، كما وردت باسم «مَازُوفْيَانَا» في لوحة أثرية عُثر عليها بضواحي المدينة.كما عرفت باسم سوق الثلاثاء نظرا لانتصاب السوق الأسبوعية بها يوم الثلاثاء إلى حد هذه الساعة.[بحاجة لمصدر]

## تاريخ المدينة
عثر على بقايا أثرية قريبة من المدينة وحددت مبدئيًا على أنها بقايا ماسكليانا وهي بلدة من العصر الروماني. بالإضافة إلى ذلك ، فإن المدينة هي المقر الاسمي لأسقفية مسيحية تاريخية [5]. قام الملازم هارينزو [6] بالتنقيب في الموقع في ثلاثينيات القرن التاسع عشر واكتشف أنقاض بازيليكا تعود للعصر المسيحي مع نقوش مختلفة في الموقع. قد تمثل الآثار بقايا civitas الرومانية من Germaniciana.

استقر بها المسلمون عام 27 هـ (647 م) بقيادة عبد الله بن أبي صرح، بعد أن دخلوا مدينة «سفيتولا» (سبيطلة حاليا) وهزموا صاحبها «جرجير» شهرة البطريرك «غريغوريوس».

## اقتصاد المدينة
تتميز مدينة حاجب العيون بالفلاحة التي تعد النشاط الاقتصادي الأول، حيث تشتهر بزراعة الزيتون والمشمش واللوز والقمح والشعير، إضافة إلى الزراعات السقوية وإنتاج الباكورات. كما يوجد بها مستشفى محلي ومركز لرعاية الأم والأسرة، ومعهدين ثانويين و3 مدارس إعدادية ومعهد ثانوي خاص. أما بالنسبة إلى التظاهرات الثقافية فإن حاجب العيون تحتفل كل صيف بمهرجان عيد الصوف.

## أعلام
- بشير المهذبي
- علي الشورابي
- منصف الوهايبي